# Bohusleden

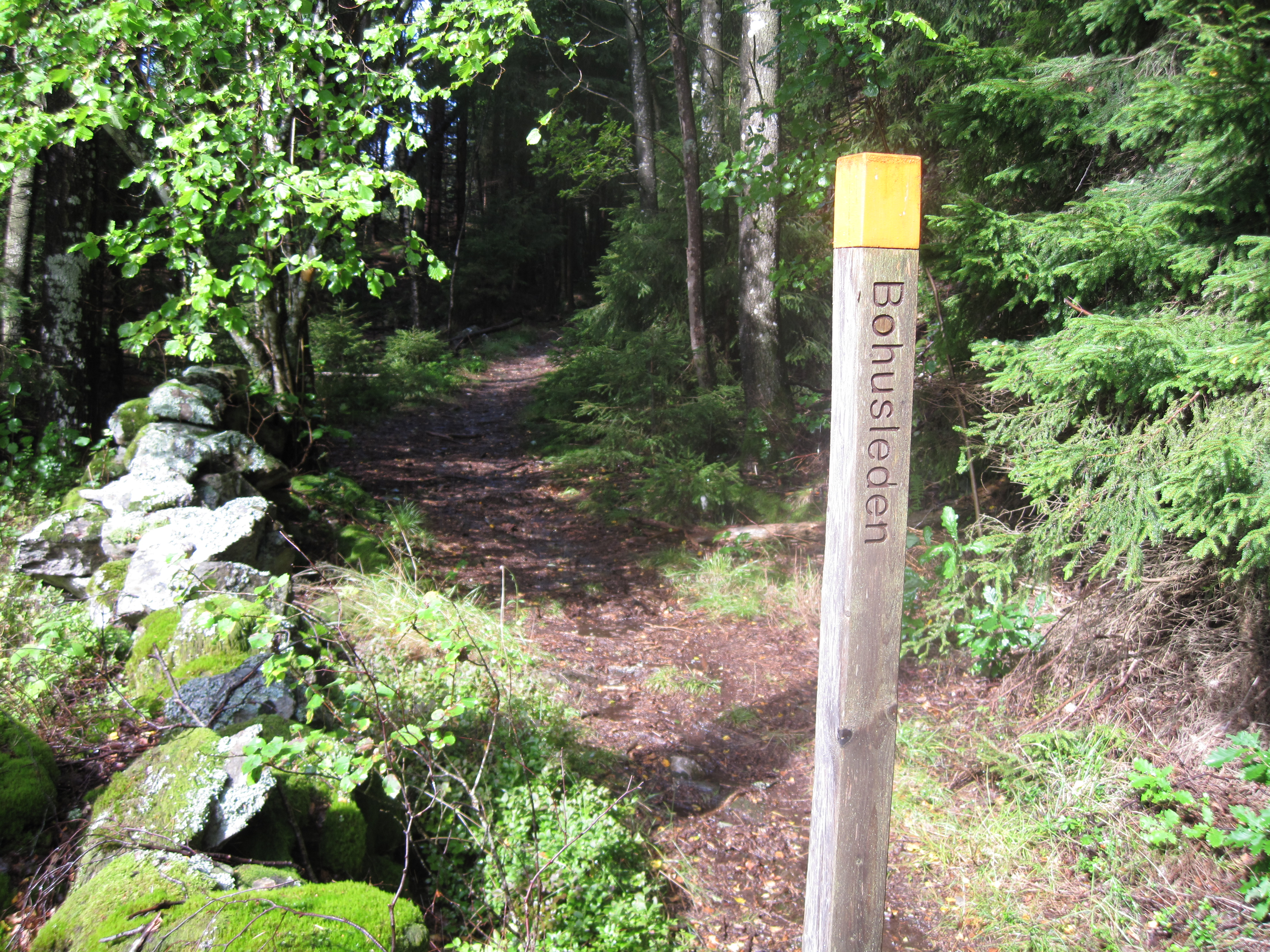

De Bohusleden is een langeafstandswandelpad in Bohuslän aan de granieten westkust van Zweden. Het bewegwijzerde pad is ongeveer 340 kilometer lang en loopt van Lindome bij Göteborg tot Strömstad, bij de Noorse grens. De wandelroute loopt door bossen, natuurreservaten als Svartedalen en langs de rivier Göta älv. De route is ingedeeld in zevenentwintig etappes.